# تزاث یکم لازستان

تزاث اول ( گرجی: წათე تزاتیوس یا تزاتیوس یونانی: Τζάθιος)   در منابع بیزانسی از سال ۵۲۲/۵۲۱ تا تاریخ نامعلومی پادشاه لازستان بوده است. او فرمانروایی ایرانیان را رد کرد و برای کمک به امپراتور بیزانس، ژوستین یکم (متوفی ۵۱۸–۵۲۷) متوسل شد. او اولین پادشاه مسیحی لازستان بود. 
تزاث پسر دمنازس بود که تقریباً چیزی از او در دست نیست.  پس از مرگ پدرش، در سال ۵۲۱ یا ۵۲۲، او از به رسمیت شناختن حاکمیت سنتی حاکم ایرانی بر لازستان خودداری کرد، از زرتشتیگری خارج شد و در عوض به امپراتوری بیزانس روی آورد. او به قسطنطنیه رفت، جایی که امپراتور ژوستین یکم از او پذیرایی کرد، به عنوان یک مسیحی غسل تعمید گرفت و با همسری نجیب به نام والریانا ازدواج کرد. پس از دریافت نشان و لباس سلطنتی که هم نشان دهنده مقام سلطنتی و هم تسلیم شدن او به امپراتور بیزانس بود، به لازستان بازگشت.   
تزاث برای آخرین بار با شروع جنگ ایبری در سال ۵۲۷، زمانی که لازستان توسط ایرانیان مورد حمله قرار گرفت، که به راحتی بر ایبری های سرکش غلبه کرده بودند، ذکر شده است. او برای کمک به امپراتور ژوستینین یکم (حکومت ۵۲۷–۵۶۵)، که به تازگی جانشین عمویش جاستین شده بود، فرستاد. ژوستینین با فرستادن ارتشی پاسخ داد که به لازستان اجازه داد تا با موفقیت در برابر ایرانیان مقاومت کند.  
پروفسور کیریل تومانوف حدس زده است که سلطنت تزاث حدوداً تا سال ۵۴۰ ادامه داشت، زمانی که پسر احتمالی او، گوبازس دوم ، جانشین او شد. پروکوپیوس ، مورخ بیزانسی قرن ششم، اوپسیتس ، عموی گوبازها، در یک مورد به عنوان "پادشاه لازی‌ها" و از سوی دیگر به عنوان شاهزاده عباسگیه شرقی نام برده است. اگر واقعاً یک پادشاه باشد، سلطنت اوپسیتس ممکن است بین تزاث و گوبازس قرار گیرد. با این حال، تومانوف بیشتر فرض می‌کند که اپسیتس عضوی از خانواده سلطنتی لازستان و شاهزاده عباسگیا بود، اما هرگز پادشاه لازستان نبود، بنابراین گوبازس را جانشین مستقیم تزاث اول کرد. 